# AIMA预言
AIMA预言是拜占庭皇帝曼努埃尔一世统治期间（1143年-1180年）至安德洛尼卡一世统治期间（1183年－1185年）流行的一个有关科穆宁皇帝姓名首字母缩略字的预言。这个预言宣称按统治时间先后排列科穆宁王朝的皇帝的姓名首字母会正好是αιμα，即希腊语中的“血”。
在姓名首字母是Μ的曼努埃尔之前，他的祖父阿莱克修斯一世的姓名首字母是α，他的父亲约翰二世的姓名首字母是ι，而曼努埃尔在约翰统治期间并不被认为可能继承皇位，因为他是约翰的第四子（幼子）。约翰的长子阿莱克修斯·科穆宁和次子安德洛尼卡·科穆宁于1142年先后去世之后约翰没有确立新的继承人，1143年约翰临终前却没有立第三子伊萨克·科穆宁为继承人而是指定曼努埃尔为继承人。这可能是因为别的原因，但在当时被认为是AIMA预言的选择。
曼努埃尔坚信他的继承人的姓名首字母应当是α。1164年曼努埃尔给他的女儿玛利亚·科穆宁娜和匈牙利的贝拉王子订婚时，由于曼努埃尔一直没有合法男性后代从而贝拉可能将会继承拜占庭皇位和匈牙利王位从而成为两国共同的君主，在贝拉在君士坦丁堡接受教育期间曼努埃尔授予贝拉“阿莱克修斯”的希腊名字。并且曼努埃尔把已知的他的两个私生男性后代全部命名为“阿莱克修斯”。曼努埃尔的第二任妻子安条克的玛丽于1169年为他生下了合法的男性后代，也被曼努埃尔命名为“阿莱克修斯”。
曼努埃尔于1180年去世后阿莱克修斯二世继承了皇位，完成了AIMA预言。阿莱克修斯的统治仅持续了3年就被他的堂叔安德洛尼卡一世废黜并杀害。安德洛尼卡一世的即位似乎说明ΑΙΜΑ的顺序又一次开始，按照预言安德洛尼卡的下一位皇帝的姓名首字母应当是ι，因此他跳过长子曼努埃尔，立符合这一条件的次子约翰·科穆宁为继承人。1184年姓名首字母是Ι的伊萨克·科穆宁使得塞浦路斯独立并自称皇帝，安德洛尼卡因此担心他的皇位会被伊萨克夺取从而继续AIMA预言。
最终，安格洛斯家族的伊萨克二世在君士坦丁堡市民支持下推翻了安德洛尼卡的统治，结束了科穆宁家族的统治。AIMA预言似乎因此而结束，且伊萨克二世事实上被阿莱克修斯三世推翻，也就是他事实上的继任者并非以M开头取名。但安德洛尼卡的子孙在自己建立的特拉比松帝国继续按AIMA的规则给帝位继承人们取名。他们的支持者认为安德洛尼卡死后约翰继位，约翰死后曼努埃尔继位，曼努埃尔之后是长子阿莱克修斯继位，也符合AIMA规则。之后继位的安德洛尼卡一世、约翰一世、曼努埃尔一世和安德洛尼卡二世也符合AIMA规则。但安德洛尼卡二世的继承人是他的弟弟乔治，AIMA规则终止了。

## 资料来源
- Magdalino, Paul, The Empire of Manuel I Komnenos, 1993